# Açucena Veloso
Açucena Veloso (Cabanelas, 1953 - Vale de Milhaços, 11 de Fevereiro de 2018) foi uma reconhecida peixeira lisboeta.

## Biografia
Açucena começou a trabalhar no Mercado 31 de Janeiro, em Lisboa, aos 9 anos de idade, como vendedora de limões. Mais tarde, torna-se peixeira, a convite de Laurinda Lisboa, também peixeira naquele Mercado. Foi com Laurinda que se especializou em "pescadinha à francesa" e, anos mais tarde, ficou com a sua banca. Nesse mercado, fundou a Peixaria Veloso e a qualidade dos seus produtos era reconhecida quer pelo público em geral, quer por chefes de cozinha.
Em 1989, entra para a Associação de Comerciantes nos Mercados de Lisboa tornando-se delegada no sector do peixe. Mais tarde, em 2013, torna-se tesoureira e Directora desta mesma associação. Açucena esteve também envolvida nas obras de requalificação e na reorganização do Mercado 31 de Janeiro.
Faleceu aos 65 anos, vitima de acidente de automóvel.

## Reconhecimentos
- Em 2008, na 1.ª edição do Festival do Peixe, em Lisboa, Açucena vence o concurso de pregões;[4]
- Em 2018, aquando da sua morte foi homenageada pelo então Presidente da Câmara Municipal de Lisboa, Fernando Medina, e pela Presidente da Junta de Freguesia de Arroios, Margarida Martins;[4]
- A 19 de fevereiro de 2018, a propósito da sua morte, é votado por unanimidade um voto de pesar, na Assembleia Municipal de Lisboa;[2]
- A 18 de setembro de 2020, o Mercado 31 de Janeiro passa também a chamar-se "Mercado Açucena Veloso".[5][6]